# UY Щита
UY Щита — звезда (красный сверхгигант) в созвездии Щита. Находится на расстоянии 9500 св. лет (2900 пк) от Солнца.
Одна из самых больших и самых ярких известных звёзд. По оценкам учёных, радиус UY Щита равен 1708 радиусам Солнца, диаметр 2,4 миллиарда км (15,9 а. е.). На пике пульсаций радиус может достигать 1900 радиусов Солнца. Объём звезды примерно в 5 миллиардов раз больше объёма Солнца. Если поместить UY Щита в центре Солнечной системы, то её фотосфера охватит орбиту Юпитера. 

## Наблюдения
UY Щита впервые был добавлен в каталог Боннского обозрения звёзд в 1860 году немецкими астрономами из Боннской обсерватории. При открытии был назван BD-12 5055, 5055-я звезда между 12° и 13° ю. ш., считая от 0h прямого восхождения. К этому времени Каталог Боннского обозрения был одним из наиболее полных каталогов звёздного неба, и данные обзора были выпущены в 1855 году.
При втором обзоре звезды астрономы увидели, что она изменила свою яркость, и предположили, что это новая переменная звезда. В соответствии с международным стандартом обозначения переменных звёзд, была названа UY Щита — 38 переменная звезда в созвездии Щита.
При исключительно хороших условиях, без светового загрязнения, UY Щита можно увидеть при помощи небольшого телескопа или в большой бинокль, как красноватую звезду со слабым пятном вдоль звёзд Млечного пути. Он расположен в 2° к северу от видимой невооружённым глазом звезды типа-A γ Щита и в 2 минутах дуги к северо-западу от туманности Орла. Хоть звезда очень яркая, её яркость с Земли находится лишь на уровне 11-й звёздной величины, из-за её удалённости и расположенности в зоне избегания в пределах созвездия Лебедя. Большое количество космической пыли скрывает UY Щита, но не будь такого количества пыли, UY Щита был бы пятым по величине объектом, видимым невооружённым глазом.

## Характеристики
UY Щита — яркий красный сверхгигант спектрального класса M4Ia. Звезда классифицируется как полурегулярная переменная звезда с приблизительным периодом пульсации 740 дней. Светимость звезды приблизительно в 120 000 раз больше светимости Солнца в видимой части спектра, яркость была бы гораздо выше, если бы не было большого скопления газа и пыли вокруг звезды. С учётом инфракрасного излучения, она в 340 000 раз ярче Солнца. Точная масса UY Щита не определена, так как у UY Щита нет звезды-компаньона, однако скорее всего она составляет от 7 до 10 M☉. Начальную массу UY Щита оценивают в 25 M☉ для вращающейся звезды или в 40 M☉ для звезды без вращения. Звезда ежегодно теряет большое количество массы 5,8⋅10−5 M☉/год, что делает её самой быстро сгорающей из известных на данный момент (2024 год) звёзд.
- Галактическая долгота — 19,1436°
- Галактическая широта — 00,4722°
- Расстояние — 9500 св. лет от Солнца.